# Petrivka, Novoukraiinka
Petrivka (în ucraineană Петрівка) este un sat în comuna Novomîkolaiivka din raionul Novoukraiinka, regiunea Kirovohrad, Ucraina.

## Demografie
Componența lingvistică a localității Petrivka
     Ucraineană (90,71%)
     Rusă (7,81%)
     Română (1,12%)
Conform recensământului din 2001, majoritatea populației localității Petrivka era vorbitoare de ucraineană (90,71%), existând în minoritate și vorbitori de rusă (7,81%) și română (1,12%).